# HD28527
HD28527 — хімічно пекулярна зоря спектрального класу A5, що має видиму зоряну величину в смузі V приблизно 4,8.
Вона  розташована на відстані близько 144,7 світлових років від Сонця.

## Фізичні характеристики
Зоря HD28527 обертається 
досить швидко 
навколо своєї осі. Проєкція її екваторіальної швидкості на промінь зору становить Vsin(i)= 86км/сек.